# Phratrie
Pour l’article ayant un titre homophone, voir Fratrie.
Une phratrie (en grec ancien φρατρία / phratría) est un terme anthropologique désignant une division amicale qui regroupe deux ou plusieurs clans distincts qui sont considérés comme une seule unité bien qu'ils conservent des identités séparées.

## Grèce antique
Dans le monde ionien de la Grèce antique, pendant la période archaïque, chaque tribu (phylè) est divisée en phratries. Les phratries sont des associations informelles de personnes ou de familles qui se regroupent sur la base d'une ancestralité commune revendiquée, bien qu'il n'existe pas nécessairement de liens de sang entre elles (à la différence du génos). 
Ces unités autonomes qui possèdent leurs propres magistrats, à la tête desquels se trouve le phratriarque, constituent un cadre de la religiosité et de la sociabilité grecques, grâce à l'organisation de banquets et de fêtes comme celle des Apatouries. Elles servent également de cadre pour la préparation et la participation à certains cultes civiques. Durant la période classique, les phratries évoluèrent en divisions territoriales formelles de l'État athénien.

## Amérindiens
Chez les Autochtones d'Amérique, une phratrie est généralement identifiée par la représentation d'un animal. Dans quelques cultures, comme le Tlingit, les mariages entre les phratries sont mandatés.

## Dans la Bible
Certaines traductions de la Bible utilisent ce terme pour préciser certains regroupements au sein du peuple d'Israël. Ainsi la traduction de la Nouvelle Bible Segond propose-t-elle dans 1 Samuel 10:19 : "Et c'est vous qui, aujourd'hui, rejetez votre Dieu, qui vous a sauvés de tous vos malheurs et de toutes vos détresses, en lui disant : « Place un roi à notre tête ! » Maintenant, tenez-vous debout devant le SEIGNEUR, tribu par tribu et phratrie par phratrie. " (Nouvelle Bible Segond)